# 阿蒙涅姆尼苏
尼斐卡拉-阿蒙涅姆尼苏（英語：Neferkare Amenemnisu）是古埃及第二十一王朝第二位法老。
阿蒙涅姆尼苏的名字在一个金帽子出现，“尼斐卡拉”是阿蒙涅姆尼苏的王名，阿蒙涅姆尼苏的名字在古埃及的翻译是“阿蒙神是王”，考古学家认为他统治古埃及四年，但由于没有文物记载这位法老，其陵墓与木乃伊也未被发现，所以有待考察。
他死后，就由阿蒙大祭司帕涅傑姆一世的儿子普苏森尼斯一世继承皇位。